# تلال رأس كوه
تلال رأس كوه، هي مجموعة من التلال الجرانيتية التي تشكل جزءًا من سلسلة جبال سليمان [الإنجليزية] في منطقة تشاغاي [الإنجليزية] في مقاطعة بلوشستان الباكستانية. كلمة «راس» تعني «بوابة» وكلمة «كوه» تعني «جبل» في اللغة البلوشية، ومجمعة فإن رأس كوه تعني «البوابة إلى الجبال». أجريت التجارب النووية الباكستانية الأولى في تلال رأس كوه في 28 مايو 1998.
تغطي محمية رأس كوه للحياة البرية مساحة 994.98 كيلومتر مربع. أنشئت في عام 1962 من قبل حكومة باكستان.

## الموقع
تقع تلال رأس كوه في منطقة تشاغاي [الإنجليزية] في مقاطعة بلوشستان الباكستانية جنوب تلال تشاغاي [الإنجليزية] وبين سلسلة جبال سليمان [الإنجليزية] العليا في الشمال الشرقي وجبال كيرثار [الإنجليزية] السفلى إلى الجنوب الغربي.

## الطبوغرافيا
تسود الهضاب والأحواض على تلال رأس كوه بمتوسط ارتفاع 600 متر، بينما في بعض المناطق يمكن أن تبلغ التلال ارتفاعات تصل إلى 3000 متر. تتكون تلال رأس كوه من الجرانيت، التي حُفرت بواسطة قنوات لا حصر لها، لكن المناخ الجاف حد من هطول الأمطار وترك هذه القنوات في الغالب جافة. عُثرعلى العديد من المراوح الطميية في المنطقة بالرغم من وصول القليل من الماء إلى الأحواض المنخفضة.[بحاجة لمصدر]
يفصل منخفض هيكلي بين تلال تشاجاي وتلال رأس كوه، ويتكون من سهول فيضية ومناطق مغطاة بطبقات رقيقة من الملح. وعلى عكس سلسلة جبال توبا كاكار [الإنجليزية] في الشمال الشرقي والتي تنتشر فيها أشجار العرعر والطرفاء والفستق، فإن تلال رأس كوه قاحلة إلى حد كبير وخالية من النباتات، لذا يعيش معظم سكان المنطقة حياة بدوية، حيث يربون الجمال والأغنام والماعز.